# Koordinatenröhre
Eine Koordinatenröhre ist im einfachen Sinne ein Fadenstrahlrohr.
Hier wird ein Elektronenstrahl aus Elektroden ab- und zwischen zwei Kondensatorplatten hindurchgeschossen. Dieser Strahl kann so nur vertikal abgelenkt werden. Die Koordinatenröhre basiert auf den Prinzipien der Braunschen Röhre. Sie ist nur wesentlich vereinfacht (lediglich eine Ablenkungsrichtung statt zweier) und wird meist verwendet, um Schülern und Studenten das Prinzip zu erklären.
Die Ablenkung "n" ist proportional zu der Stromstärke I
und ebenso            proportional zu der Länge der Länge der Kondensatorplatten, d.
Außer diesen beiden Faktoren muss man nichts weiter beachten, daher kann man sagen:
n = Proportionalitätsfaktor B * I * d
B sind in Tesla (T) angegeben und haben die Einheit N (Newton)/A (Ampere) * m.